# Cytisus megalanthus
Cytisus megalanthus är en ärtväxtart som först beskrevs av Carlos Pau och Font Quer, och fick sitt nu gällande namn av Font Quer. Cytisus megalanthus ingår i släktet kvastginster, och familjen ärtväxter. Inga underarter finns listade i Catalogue of Life.